# Eyjafjarðarsveit
Eyjafjarðarsveit – gmina w północnej Islandii, w regionie Norðurland eystra, której większą część stanowi dorzecze rzeki Eyjafjarðará, od której wzięła się nazwa gminy. Gmina rozciąga się południkowo od równiny Sprengisandur i okolic lodowca Hofsjökull w środkowej części wyspy po południowy kraniec fiordu Eyjafjörður w okolicach miasta Akureyri. Gminę zamieszkuje nieco ponad 1,0 tys. osób (2018). Największą osadą w gminie jest Hrafnagil (276 mieszk., 2018), innymi większymi osadami są Brúnahlíð í Eyjafirði (85 mieszk.) i Kristnes (52 mieszk.) - wszystkie położone w dolnym biegu rzeki Eyjafjarðará.

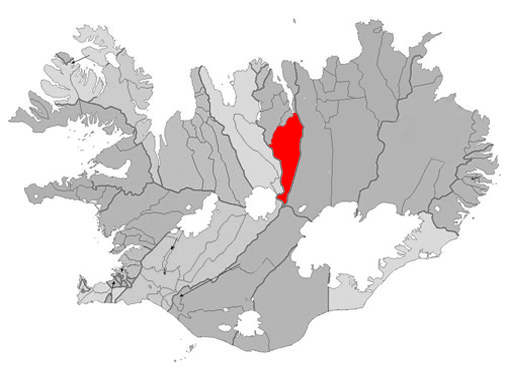
Położenie gminy Eyjafjarðarsveit na mapie administracyjnej kraju

Gmina powstała w 1991 roku z połączenia gmin Hrafnagilshreppur, Saurbæjarhreppur i Öngulsstaðahreppur